# Gonzalez (Florida)
Gonzalez ist ein census-designated place (CDP) im Escambia County im US-Bundesstaat Florida mit 14.586 Einwohnern (Stand: Volkszählung 2020).

## Geographie
Gonzalez liegt rund 5 km nördlich von Pensacola und wird vom U.S. Highway 29 durchquert.

## Demographische Daten
Laut der Volkszählung 2010 verteilten sich die damaligen 13.273 Einwohner auf 5.244 Haushalte. Die Bevölkerungsdichte lag bei 335,2 Einw./km². 83,9 % der Bevölkerung bezeichneten sich als Weiße, 10,6 % als Afroamerikaner, 0,9 % als Indianer und 1,7 % als Asian Americans. 0,4 % gaben die Angehörigkeit zu einer anderen Ethnie und 2,4 % zu mehreren Ethnien an. 2,9 % der Bevölkerung bestand aus Hispanics oder Latinos.
Im Jahr 2010 lebten in 37,3 % aller Haushalte Kinder unter 18 Jahren sowie 24,2 % aller Haushalte Personen mit mindestens 65 Jahren. 78,3 % der Haushalte waren Familienhaushalte (bestehend aus verheirateten Paaren mit oder ohne Nachkommen bzw. einem Elternteil mit Nachkomme). Die durchschnittliche Größe eines Haushalts lag bei 2,70 Personen und die durchschnittliche Familiengröße bei 3,04 Personen.
27,8 % der Bevölkerung waren jünger als 20 Jahre, 12,3 % waren 20 bis 39 Jahre alt, 30,7 % waren 40 bis 59 Jahre alt und 19,2 % waren mindestens 60 Jahre alt. Das mittlere Alter betrug 40 Jahre. 48,4 % der Bevölkerung waren männlich und 51,6 % weiblich.
Das durchschnittliche Jahreseinkommen lag bei 72.894 $, dabei lebten 7,7 % der Bevölkerung unter der Armutsgrenze.
Im Jahr 2000 war Englisch die Muttersprache von 97,28 % der Bevölkerung, spanisch sprachen 2,44 % und 0,28 % sprachen deutsch.